# Sông Thị Vải
Sông Thị Vải là con sông chảy qua và làm ranh giới tự nhiên giữa Đồng Nai và Bà Rịa – Vũng Tàu. Đoạn hạ lưu từ chỗ sông Gò Gia hợp lưu với Thị Vải ra tới biển còn gọi là sông Cái Mép .

## Dòng chảy
Sông bắt nguồn từ huyện Long Thành 10°42′46″B 106°58′20″Đ / 10,712776°B 106,972267°Đ.
Sông chảy theo hướng đông - nam, qua Nhơn Trạch, đến thị xã Phú Mỹ đổi hướng theo hướng nam đổ ra biển tại vịnh Gành Rái. 10°29′21″B 106°59′42″Đ / 10,489052°B 106,994889°Đ
Sông có tổng chiều dài khoảng 80 km, đoạn chảy theo hướng nam làm ranh giới tự nhiên giữa hai huyện Nhơn Trạch (Đồng Nai), Cần Giờ (Thành phố Hồ Chí Minh) và thị xã Phú Mỹ, Bà Rịa Vũng Tàu.
Thị Vải được nối với sông Đồng Tranh bởi sông Bà Giỏi và sông Gò Gia. Đoạn sông Cái Mép có lòng rộng và sâu. Tại đây có cụm cảng Cái Mép gồm:
- Cảng Quốc tế Sài Gòn Việt Nam (liên doanh với Hutchison Ports);
- Cảng Container Quốc tế Tân Cảng - Cái Mép;
- Cảng Quốc tế Cái Mép (liên doanh giữa Cảng Sài Gòn của Vinalines và APM Terminals của Đan Mạch);
- Cảng Quốc tế SP-SSA (liên doanh giữa Cảng Sài Gòn của Vinalines và SSA Marine Seattle USA của Mỹ).

Đây là con sông bị ô nhiễm nặng; một trong những đơn vị gây ô nhiễm nhiều nhất là xưởng Vedan, bị cáo trong vụ Vedan xả chất thải ra sông Thị Vải gây ô nhiễm môi trường nghiêm trọng tại Việt Nam.